# Anthaxia cymbiformis
Anthaxia cymbiformis es una especie de escarabajo del género Anthaxia, familia Buprestidae. Fue descrita científicamente por Bílý en 1990.